# Hypsithylla linearis
Hypsithylla linearis là một loài nhện trong họ Pisauridae.
Loài này thuộc chi Hypsithylla. Hypsithylla linearis được Eugène Simon miêu tả năm 1903.